# Негушево
Негуше́во (болг. Негушево) — село в Софійській області Болгарії. Входить до складу общини Горішня Малина.

## Населення
За даними перепису населення 2011 року у селі проживали 180 осіб, з них 172 особи (99,4%) — болгари.
Розподіл населення за віком у 2011 році:
Динаміка населення: